# Gum Springs (Arkansas)
Gum Springs es un pueblo ubicado en el condado de Clark en el estado estadounidense de Arkansas. En el Censo de 2010 tenía una población de 120 habitantes y una densidad poblacional de 115,25 personas por km².

## Geografía
Gum Springs se encuentra ubicado en las coordenadas 34°3′51″N 93°5′44″O / 34.06417, -93.09556. Según la Oficina del Censo de los Estados Unidos, Gum Springs tiene una superficie total de 1.04 km², de la cual 1.04 km² corresponden a tierra firme y (0%) 0 km² es agua.

## Demografía
Según el censo de 2010, había 120 personas residiendo en Gum Springs. La densidad de población era de 115,25 hab./km². De los 120 habitantes, Gum Springs estaba compuesto por el 40.83% blancos, el 53.33% eran afroamericanos, el 0% eran amerindios, el 0% eran asiáticos, el 0% eran isleños del Pacífico, el 5% eran de otras razas y el 0.83% pertenecían a dos o más razas. Del total de la población el 5% eran hispanos o latinos de cualquier raza.